# Catalabus simulatus
Catalabus simulatus is een keversoort uit de familie bladrolkevers (Attelabidae). De wetenschappelijke naam van de soort werd in 1923 gepubliceerd door Marshall.